# Palazzo dell'Hotel degli Orafi
Il palazzo dell'Hotel degli Orafi è un edificio storico del centro di Firenze, situato in lungarno degli Archibusieri 4 angolo via dei Georgofili 2 (Arco delle Carrozze) e via dei Girolami. Ingloba vari edifici preesistenti, tra cui la torre degli Importuni.

## Storia e descrizione
La consorteria degli Importuni in questa zona aveva le proprie case. Distrutta dai ghibellini nel 1260 fu ricostruita successivamente: di questo periodo si conserva una porzione di parete dipinta con uccelli e un motivo ondato. 
Bargellini e Guarnieri situano qui le case degli Arnolfi, unificate e trasformate in palazzo dagli Uguccioni, nei pressi dell'arco delle Carrozze (da cui deriverebbe uno dei nomi attestati per via dei Georgofili, ovvero via degli Uguccioni): in realtà è possibile che queste case siano dall'altro lato dell'arco, nell'edificio con portali ad arco e paramento in pietraforte a vista fino al primo piano, al n. 10 del lungarno Anna Maria Luisa de' Medici e n.2 del Lungarno degli Archibusieri. 
Nel 1515 l'edificio fu acquisito dagli Agostiniani che in quegli anni si erano insediati nella vicina chiesa di Santo Stefano al Ponte e che continuarono ad amministrare la proprietà fino al 1783. 
Nell'Ottocento l'edificio fu occupato dalla pensione Quisisana, frequentata da intellettuali e artisti, soprattutto anglosassoni. Anche nel corso del Novecento la pensione mantenne pressoché invariato il carattere avuto nel secolo precedente, tanto da essere scelto, nel 1985, dal regista James Ivory per ambientarvi alcune scene della versione cinematografica del romanzo di Edward Morgan Forster A Room with a View (Camera con vista), assieme all'Hotel Jennings Riccioli in Lungarno delle Grazie 2. In particolare le scene qui ambientate vennero girate al quarto piano, dove si trova una terrazza con affaccio sull'Arno e sul Ponte Vecchio. 

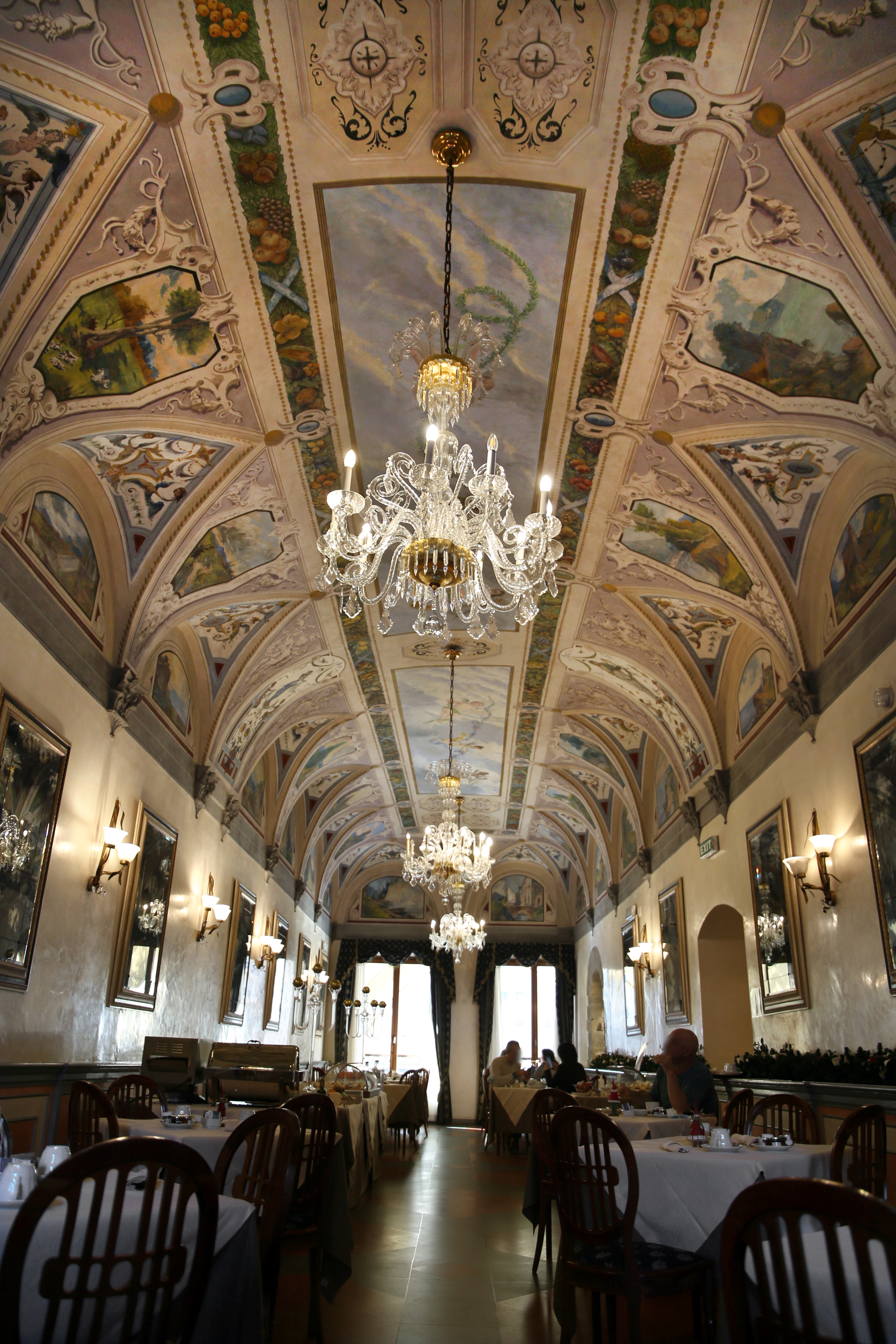
La galleria sull'arco delle Carrozze

La struttura fu lesionata il 27 maggio 1993 dall'esplosione della bomba dell'attentato di via dei Georgofili, tanto da indurre i gestori, i signori Nutini, a chiudere l'attività. Dopo lunghi restauri il palazzo è stato occupato dall'Hotel degli Orafi. 
Esternamente l'edificio guarda al lungarno degli Archibusieri con un ampio fronte che si estende per cinque assi su cinque piani e ancora prosegue sopra l'arco delle Carrozze che sovrasta via dei Georgofili per altri due assi su tre piani. Su quello che era il portone principale di accesso è uno scudo con una variante dell'arme della famiglia Fabbroni (senza smalti, ma la balsonatura completa sarebbe d'azzurro, alla banda d'oro caricata di tre martelli di nero, posti nel senso della pezza, il tutto sormontato da uno scudetto rotondo del Popolo fiorentino).

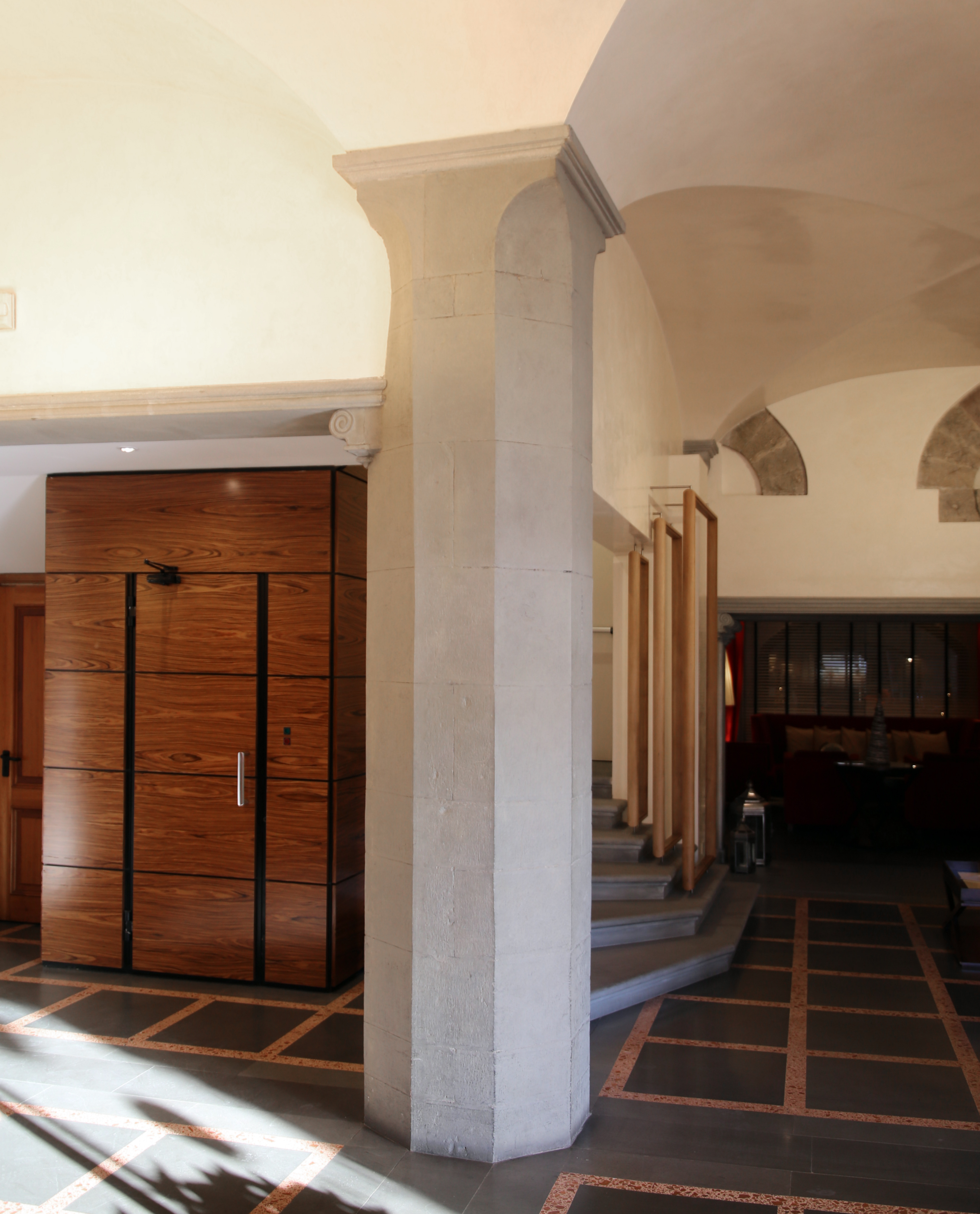
Pilastro al piano terra
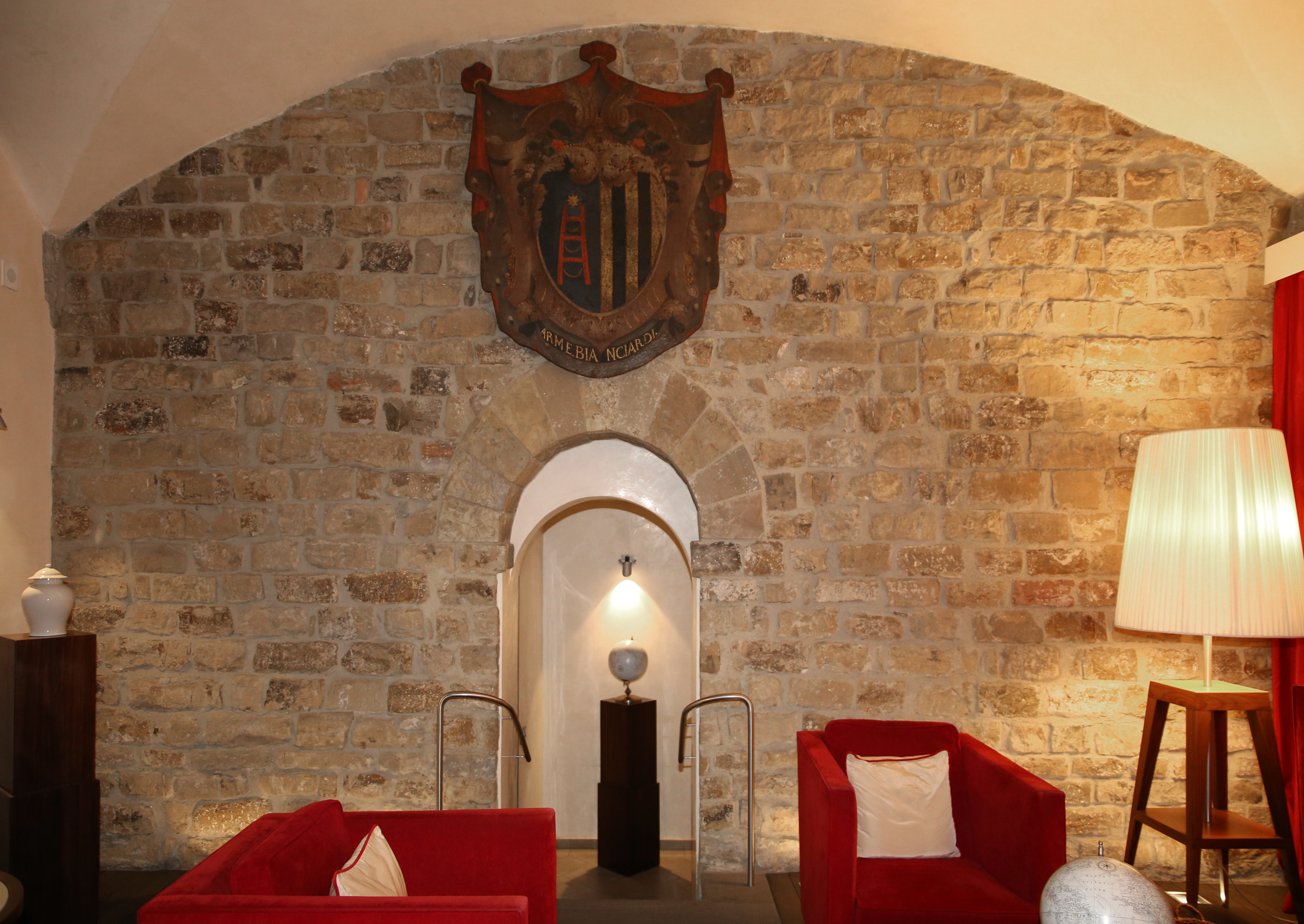
Paramento della torre degli Infangati
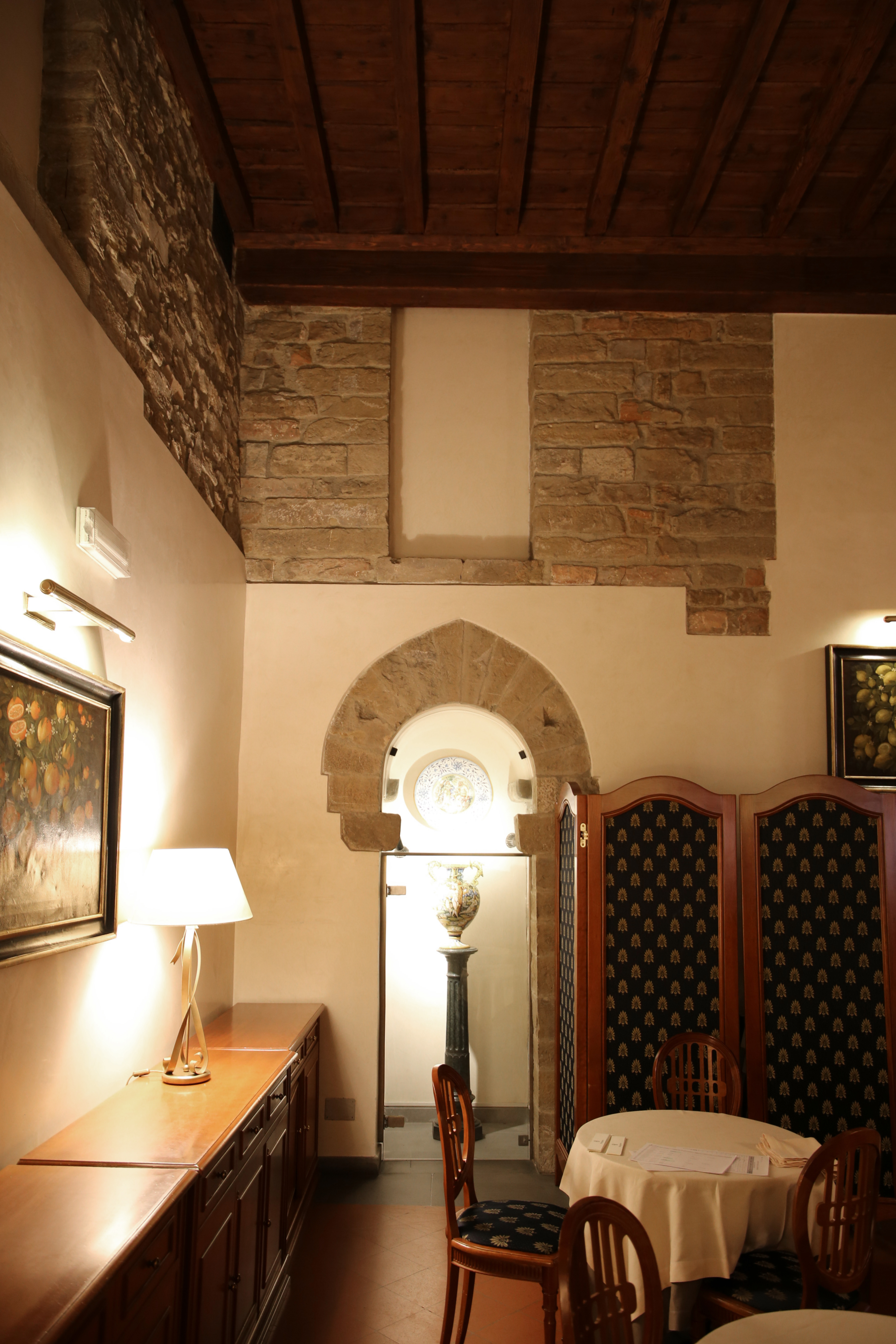
Resti della torre degli Infangati
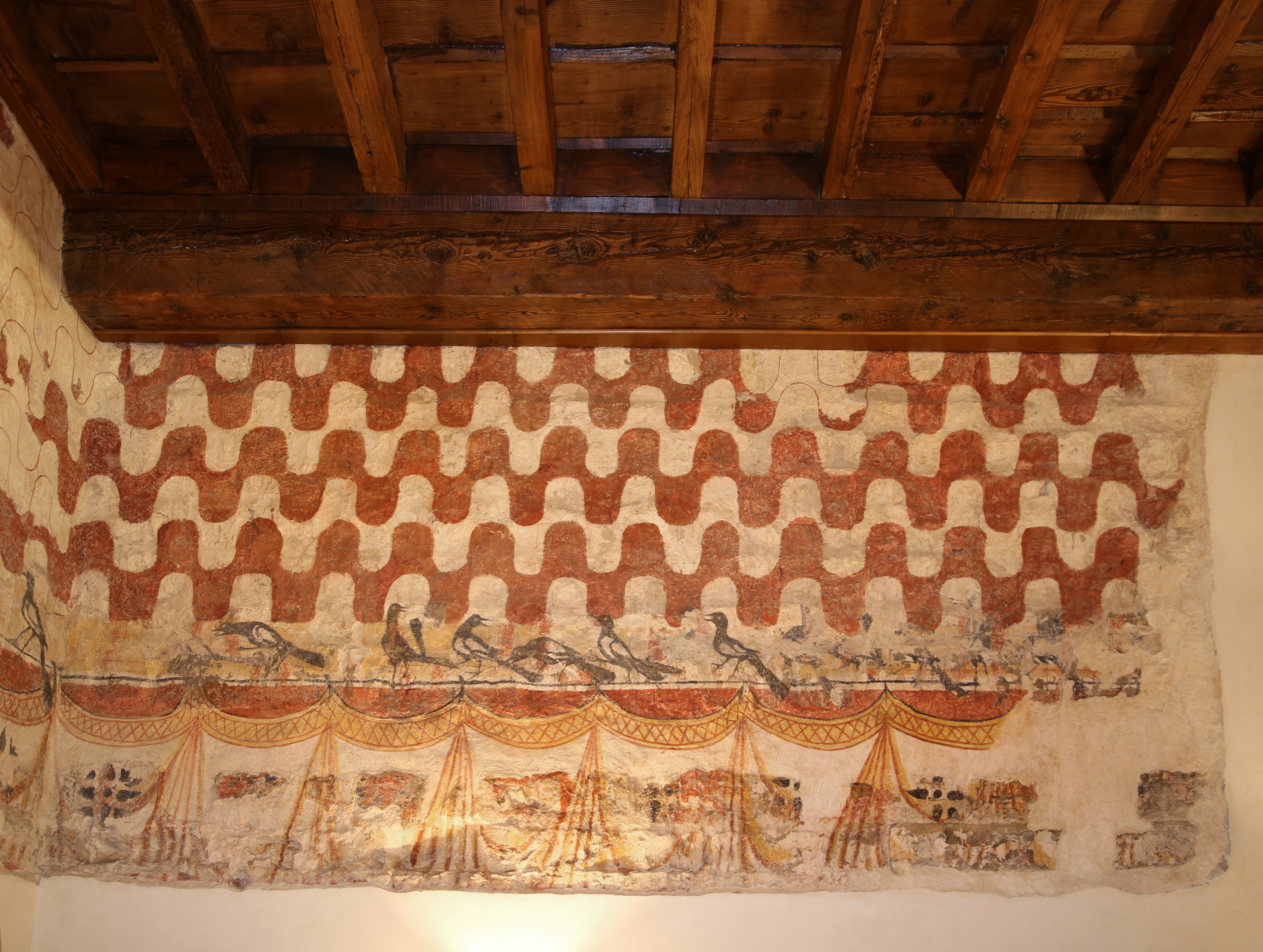
Affreschi con stoffato, ucccelli e motivo ondato
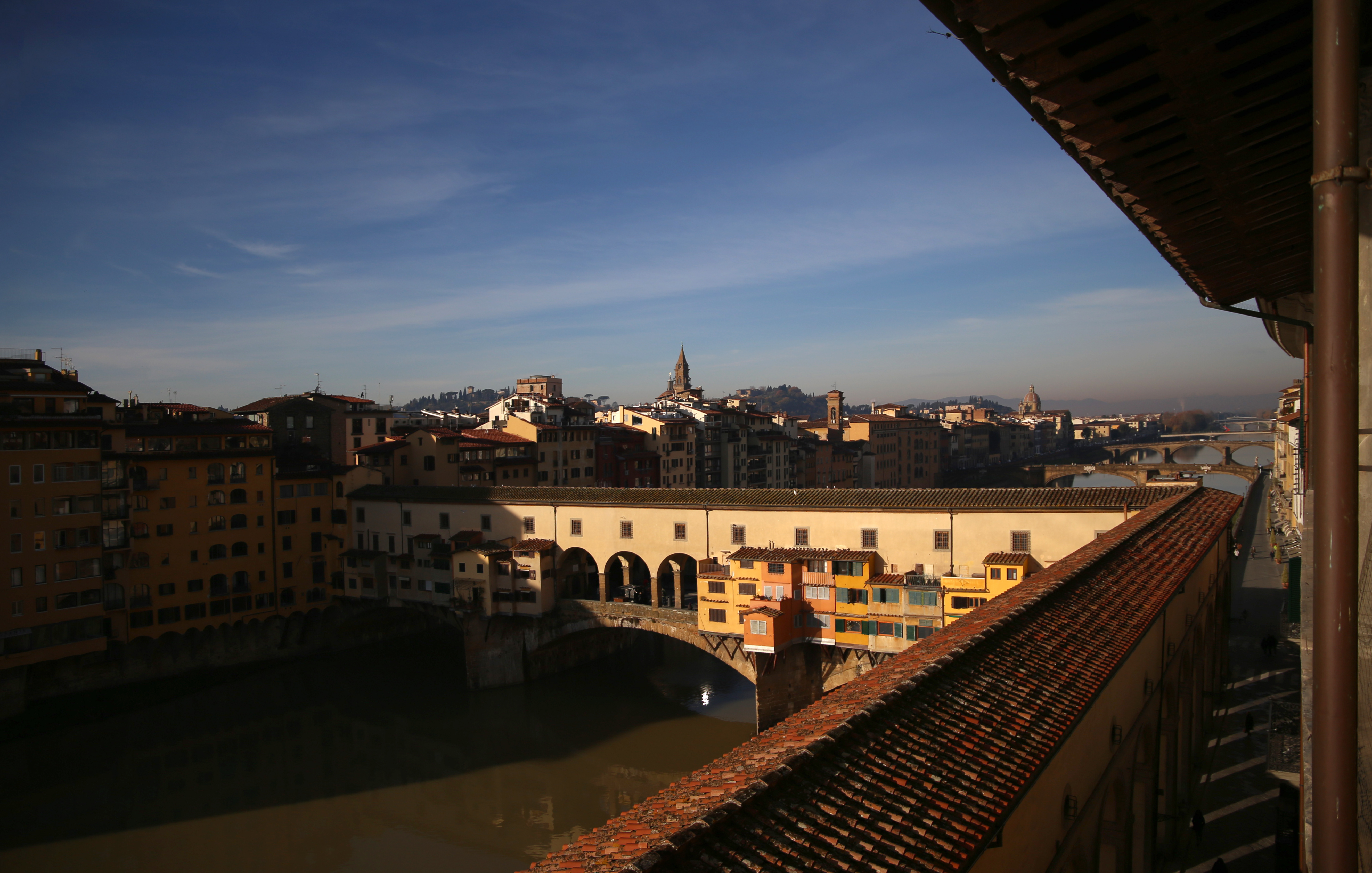
Veduta dalla terrazza del bar